# Río anastomosado

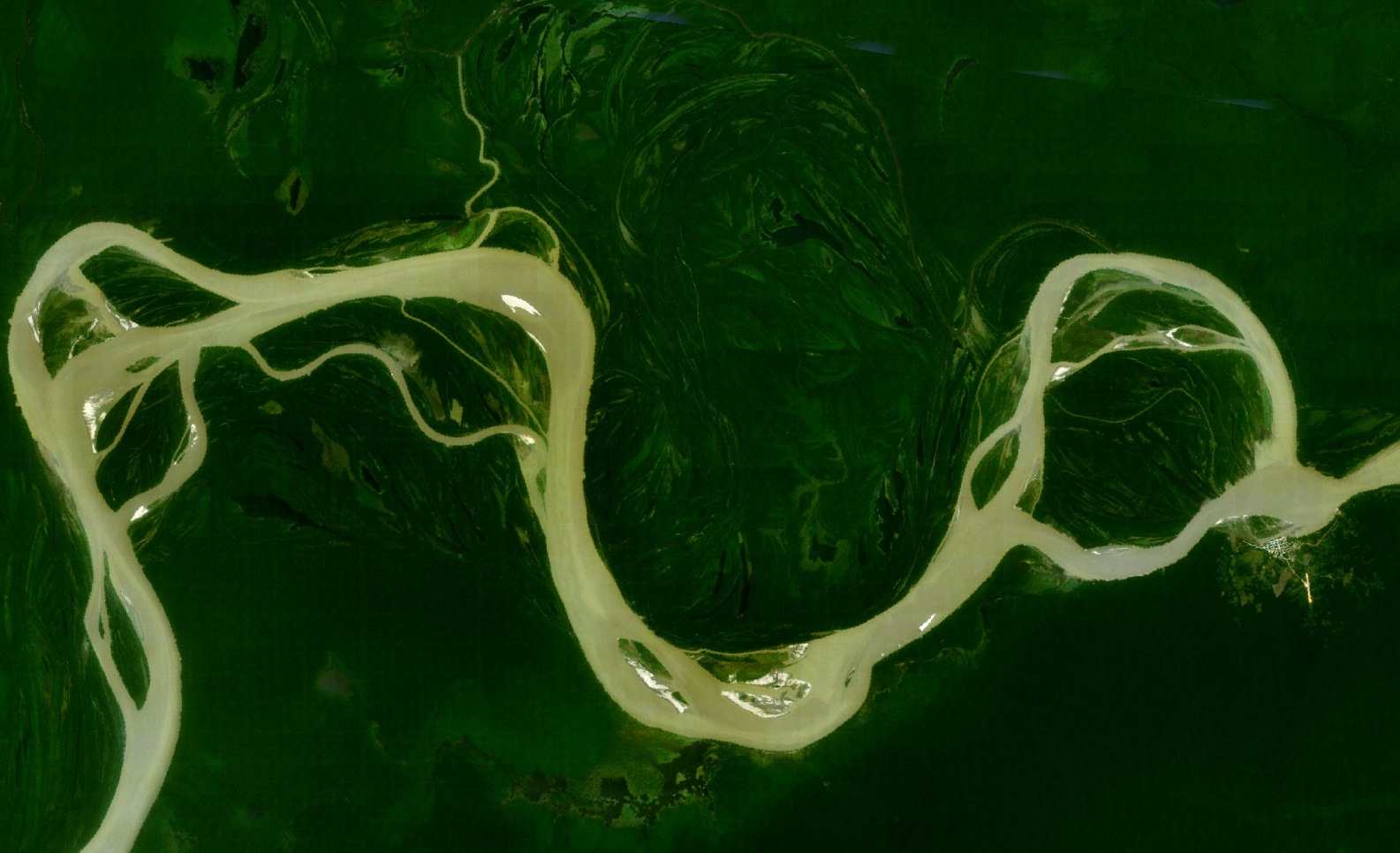
Imagen satelital de una porción anastomosada del río Solimões (río Amazonas central) en Brasil.

Un río anastomosado es un río que se distingue por tener brazos separados por islas estables. Estas islas pueden estar vegetadas o desiertas. Los ríos anastomosados son de aguas tranquilas y tienden a desarrollarse en las partes bajas de los cursos de agua. A menudo se desarrollan en llanuras de inundación y sobre cuencas sedimentarias, siendo a su vez el material transportado el que se deposita en forma de sedimentos finos. Entre estos sedimentos puede haber partículas orgánicas que a largo plazo pueden formar carbón, por tanto, existe una relación entre río anastomosado y depósitos de carbón.
Los ríos anastomosados son a veces confundidos con los ríos trenzados ya que ambos tienden a formar brazos separados por islas. Una diferencia es que los ríos trenzados son de caudales generalmente más variables y morfología más cambiante.

## Libro
- Charlton, Ro (2007). Fundamentals of Fluvial Geomorphology (en inglés). ISBN 9780203371084.

- Datos: Q128051791